# Equivalente cierto
Para un individuo, el equivalente cierto C(p) de una lotería p es aquella cantidad de riqueza que le deja indiferente entre jugar p o tener seguro ese nivel de riqueza. Se trata de un término utilizado en economía, especialmente en la teoría de la Utilidad Esperada, con la que los economistas buscan predecir el comportamiento de los individuos en situaciones de incertidumbre. En términos económicos, y dado que el individuo se encuentra indiferente entre jugar la lotería "p" u obtener el equivalente cierto, se sigue que ambas opciones le reportan la misma utilidad. A lo largo de este artículo estamos suponiendo que esa lotería tiene coste cero; o dicho de otra forma, los individuos tienen que elegir entre un regalo en forma de lotería o en forma de cantidad segura.
El concepto de equivalente cierto está muy relacionado con el de aversión al riesgo. El individuo averso al riesgo es aquel que prefiere obtener con seguridad el valor esperado de la lotería p, es decir la riqueza media (Ep) obtenible con esa lotería, a jugar p. Para un ejemplo, considere una lotería p con la que se pueden ganar 50€ con un 60% de probabilidad y nada con un 40%. Sin contar la riqueza inicial del individuo, el valor esperado de esta lotería sería igual a 0.6*50+0.4*0 = 30. Siguiendo con lo explicado anteriormente, un individuo averso al riesgo preferiría obtener 30€ seguro que jugar p. Puede demostrarse además que un individuo averso al riesgo tiene una función de utilidad de la riqueza cóncava, lo que significa que:
1. La utilidad marginal de la riqueza es decreciente.
2. Por lo tanto, no valora de la misma forma las pérdidas y las ganancias: la utilidad que le reporta ganar 50€ es menor en términos absolutos que la desutilidad que le genera perder 50€.

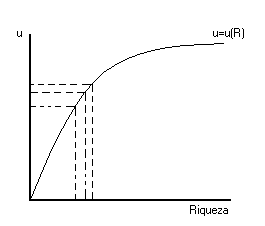
La función de utilidad de la riqueza de un individuo averso al riesgo es cóncava.

Puede demostrarse asimismo que en un individuo averso al riesgo:
1. El equivalente cierto de una lotería no segura p es menor que su valor esperado: C(p) < (Ep).
2. Además, si comparamos dos individuos que son aversos al riesgo, aquel que sea más averso, tendrá un equivalente cierto menor, y viceversa.

En el caso de los amantes al riesgo:
1. Su equivalente cierto será mayor que el valor esperado de la lotería, porque los amantes del riesgo son lo contrario que los aversos al riesgo, de modo que al elegir entre una lotería p y obtener seguro su valor esperado Ep elegirán jugar p (puede demostrarse que su función de utilidad de la riqueza es convexa).

Para los individuos neutrales al riesgo:
1. La cantidad del equivalente cierto será la misma que el valor esperado de la lotería: C(p)=(Ep). Su función de utilidad de la riqueza es lineal.

Podemos ilustrar el concepto de equivalente cierto con un ejemplo de un individuo cuya función de utilidad tenga forma de utilidad esperada (función de utilidad Von Neumann-Morgenstern) y además sea averso al riesgo con función de utilidad de la riqueza u(x)=Ln(x). Dada una lotería p que consiste en ganar 30€ con una probabilidad del 80% y 1€ con una probabilidad del 20%, la esperanza de esta lotería sería Ep = 0,8*30+0,2*1 = 24,2 y su utilidad esperada para este individuo sería Ue = 0,8*ln(30)+ 0,2*ln(1)= 2,72
Para calcular el equivalente cierto C(p), habría que tener en cuenta que Ln[C(p)] tiene que ser igual a 2,72 para que el individuo esté indiferente entre el equivalente cierto y jugar la lotería. Por tanto: C(p)= e2,72 = 15,18. Es decir, la cantidad que deja indiferente al individuo con jugar la lotería p es 15,18€. Obsérvese que se cumple lo indicado anteriormente para individuos aversos al riesgo: el equivalente cierto es menor que la esperanza de la lotería.